# Phare de Round Island
Le phare de Round Island (Round Island Light) est un phare situé du côté oriental de la petite île de Round Island dans le détroit de Mackinac qui relie le lac Michigan au lac Huron. Le phare est constitué d'une base en pierres rougeâtres surmontée d'une tour en bois dans le style des anciennes écoles de la région. Il s'agit d'un des 149 phares que compte le Michigan. Le phare a une hauteur de 16 mètres et a une portée maximale de 29 km.
Il se trouve dans le Hiawatha National Forest (en) géré par le département de l'Agriculture des États-Unis .
Ce phare est inscrit au Registre national des lieux historiques depuis le 21 août 1974 sous le n° 74000994 et à l'Office de préservation historique de l'État du Michigan.

## Histoire

Carte topographique de l'île Mackinac et de Round Island.

Le phare est construit en briques peintes en 1895 par une agence qui a précédé les Garde-côtes américains. Le phare habité est en service entre 1895 et 1947. En 1947, il sera abandonné et remplacé par un phare automatique situé à proximité. Le phare sera détérioré par le temps et par des vandales avant d'être en partie détruit lors d'une tempête en 1972.
Des efforts de protection du bâtiment seront alors mis en œuvre. En 1974, le bâtiment sera classé sur le Registre national des lieux historiques en septembre 1974 et au register des lieux historiques du Michigan en 1978. Des travaux d'urgence sont entrepris durant les années 1970 mais la tour reste toujours inopérante. Ce n'est qu'en 1995 qu'une restauration complète est lancée, avec l'aide des Boy Scouts of America. Les travaux sont financés par le Michigan et par des donations,,. En 1996, les Garde-Côtes autorise à nouveau la mise en service du phare qui a été restauré.
Comme l'île de Round Island n'est pas accessible au public, une borne historique est placée sur l'île proche de Mackinac d'où l'on peut apercevoir le phare. Durant l'été des bateaux de croisière permettent de voir le phare de plus près ainsi que d'autres phares de la région comme le phare de Bois Blanc, le phare de Poe Reef et le phare de Fourteen Foot Shoal. Le phare est visible dans le film de 1980 intitulé Quelque part dans le temps.

## Galerie

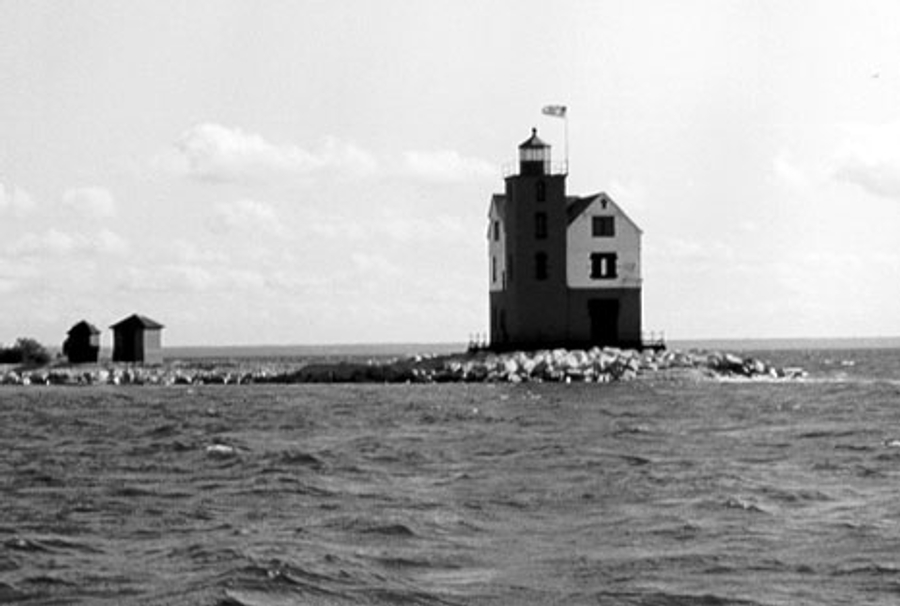
Le phare (photo USCG)
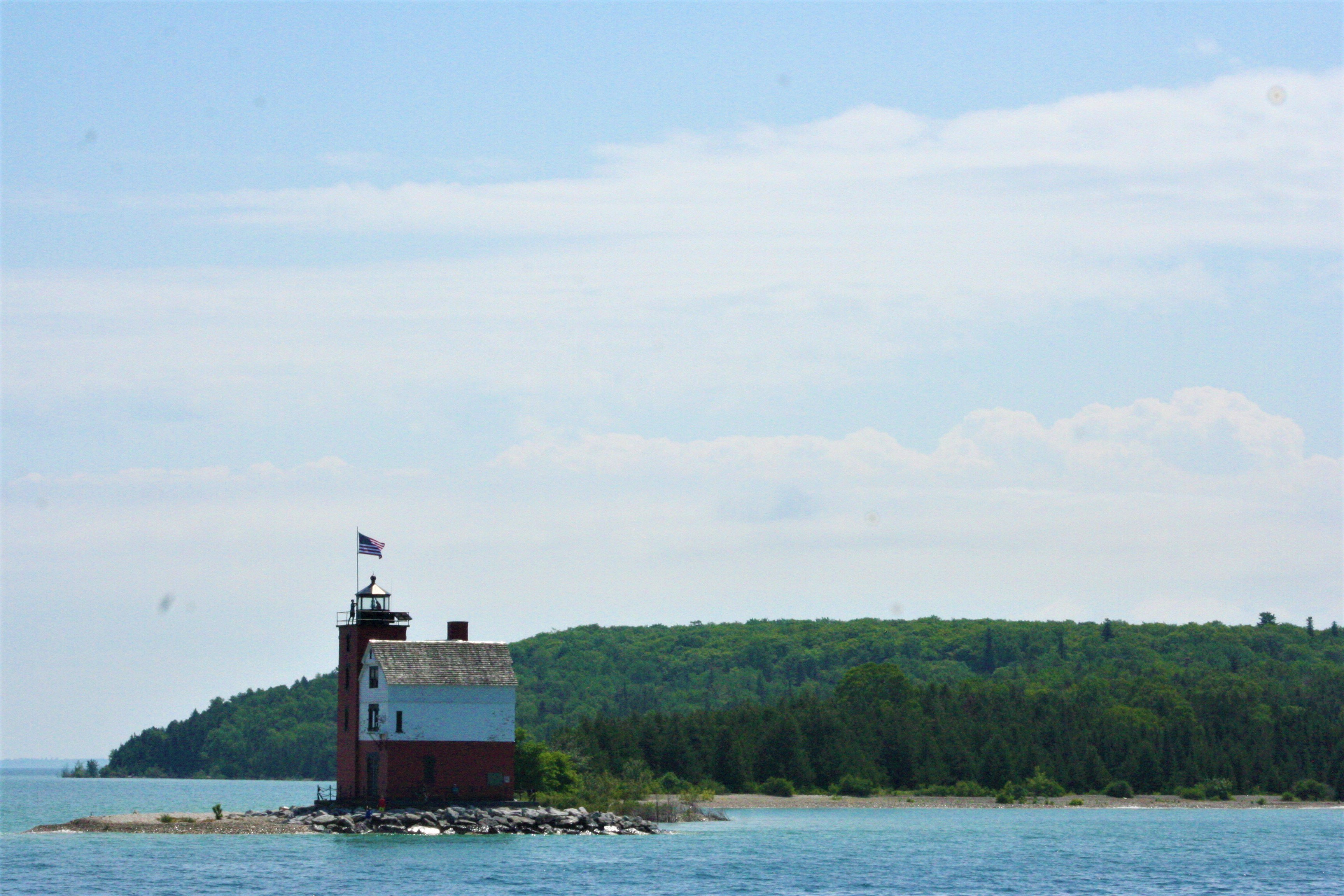
Le phare
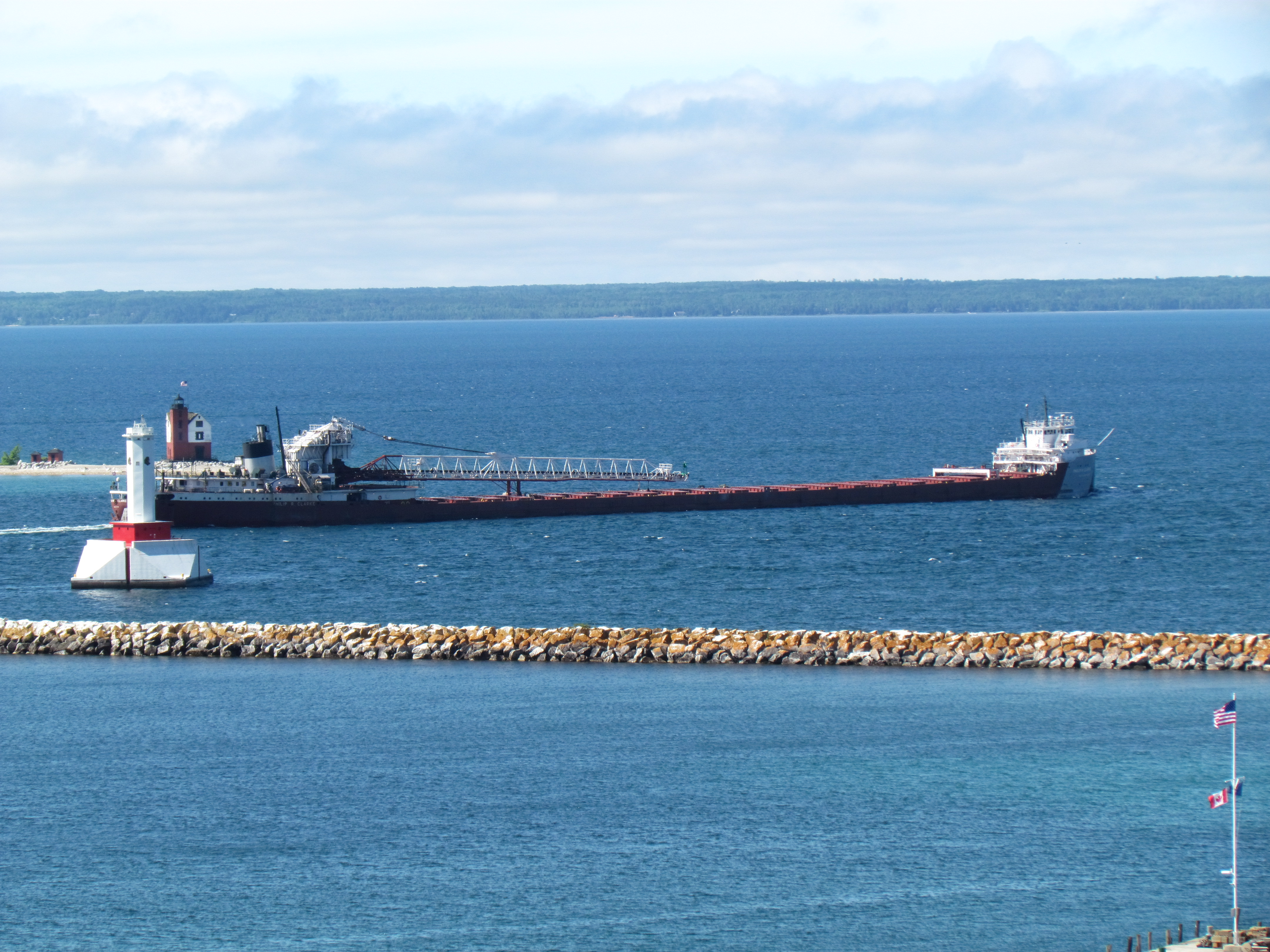
L'entrée du port